# Andre Sennwald
Andre David Sennwald Junior (* 4. August 1907 in New York City; † 12. Januar 1936 in Manhattan, New York City) war ein US-amerikanischer Filmkritiker und Journalist.

## Leben
Nach seinem Abschluss an der Columbia University Graduate School of Journalism wurde Andre Sennwald 1930 Reporter bei der New York Times. Als der Filmkritiker Mordaunt Hall im Oktober 1934 seinen Posten aufgab, wurde Sennwald sein Nachfolger. Er verstarb am 12. Januar 1936 infolge einer Gasvergiftung, bevor seine Penthousewohnung wegen eines Gaslecks explodierte. Sennwald war mit seiner Ex-Frau Yvonne Beaudray verabredet und erschien nicht zu dem Termin, weswegen sie ihn aufsuchen wollte und nur noch tot in den Ruinen seiner Wohnung vorfinden konnte. Da Sennwald, laut Freunden, sich bei bester Gesundheit befand und kein Abschiedsbrief gefunden wurde, konnte offiziell nie geklärt werden, ob es sich um einen Unfall oder um einen Selbstmord handelte.
Sein Nachfolger als Leitender Filmkritiker der New York Times wurde Frank S. Nugent.